# روكميلت
برنامج متصفح روكميلت (بالإنجليزية: RockMelt )‏  هو متصفح جديد ذو طابع اجتماعي، يركز على دعم الشبكات الاجتماعية بشكل جديد، وهو ما زال في طور "البيتا"، مبني على متصفح كروميوم، المتصفح صنع خصيصاً للتمتع بالمواقع الاجتماعية إلى أبعد الحدود، ثم تطويره اعتماداً على مشروع كروميوم المفتوح المصدر، واجهة ذكية ومنظمة ويعمل على ويندوز وأنظمة تشغيل ماكينتوش.

## مميزات المتصفح
- الاتصال المباشر بخدمة الفيس بوك، تويتر، اليوتيوب، الجي ميل،...، إلخ
- الاتصال المباشر بقنوات الأخبار، مثل : الجزيرة، الـ بي بي سي... الخ
- الاتصال المباشر بالمواقع المهمة من خلال الخلاصات الـ آر إس إس.
- البحث السريع عن جهات الاتصال وأيضاً جوجل.
- دعم إضافات متصفح جوجل كروم.

يقول مؤسس المتصفح تيم هاوس تيم هاويس “لقد أعدنا اكتشاف المتصفح من جديد ليناسب المستخدمين في هذه الأيام وتعاملهم مع الويب والذي اختلف بشكل كبير عنه منذ سنوات طويلة”
صرح Eric Vishria الرئيس التنفيذي لشركة RockMelt بأن متصفح الإنترنت الاجتماعي استطاع أن يجذب 1.4 مليون مستخدم للتسجيل، بالإضافة إلى مئات الآلاف من المستخدمين النشطين أسبوعيًا، على الرغم من أنه لم يمض على إطلاقه سوى 6 أشهر فقط.
ومع استمرار تراجع كل من فايرفوكس وانترنت اكسبلورر، ستكون هناك منافسة شرسة بين RockMelt وكروم خلال العام 2012. لا سيما مع اتجاه جوجل إلى اتباع نفس السياسة الاجتماعية التي يتبعها RockMelt خاصة مع إضافة الطابع الشخصي على التسجيل ومتجر التطبيقات.
وقال Eric Vishria أنه لكي يظل RockMelt فريدًا ومميزًا “علينا أن نذهب أبعد من ذلك”، من خلال بناء مميزات جذرية جديدة يحتاج إليها جميع المستخدمين.
ويشار إلى أنه في المتوسط يقوم مستخدم RockMelt العادي بتثبيت المتصفح على 1.3 جهاز، ويستخدمه 7 ساعات يوميًا. ولديه 12 تطبيقًا يقوم باستخدامها 26 مرة يوميًا، ويقوم بعمل 7 محادثات يوميًا بعد أن كانت 3 محادثات فقط منذ ستة أشهر. وعلى الرغم من أن هذه الإحصائيات جيدة فإن الاستحواذ على المستخدم والحفاظ عليه هو أهم ما يجد متصفح RockMelt صعوبة في الوصول إليه.
وأشار Eric Vishriaإلى أن RockMelt يركز على ثلاثة مجالات رئيسية للتفوق على كروم وسرعة التحول إلى متصفج اجتماعي ذو طابع شخصي بشكل أكبر، وتشمل هذه المجالات:
- الهوية: من خلال إضفاء الطابع الشخصي على الصفحة الرئيسية عن طريق إضافة صور الأصدقاء والمواقع الأكثر زيارة وغيرها من العناصر.
- المحتوى والتطبيقات: العمل مع مقدمي المحتوى من شركات الطرف الثالث لإنشاء التطبيقات التي توفر تجربة الاستهلاك السريع، وهي تطوير لخاصية أر أس أس.
- الاتصال: استخدام نوع معزز من البحث، يسهل على المستخدمين العرض وإرسال الرسائل والمحادثة والكتابة على الحائط أو البقاء على تواصل دائم مع الأصدقاء.
أوضح Eric Vishria أن سياسة المتصفح تقوم على المنتج والتوزيع ثم المكافأت، مشيرًا إلى أن الفرصة الأكبر للتفوق تتلخص في الحصول على مئات الملايين من المستخدمين.
المدير التنفيذي Eric Vishria أشار إلى أن المنافس الأساسي للمتصفح RockMelt في 2012 سيكون جوجل كروم وخاصة مع بدء اندثار متصفحات أخرى مثل إنترنت اكسبلورر وفايرفوكس من المنافسة وأنه من الضروري على الفريق في RockMelt أن يدفع بجهوده للتطوير أكثر وأكثر لمواكبة تطور جوجل كروم الذي أضاف مؤخراً خاصية تسجيل الدخول التي تعطى لكل مستخدم للمتصفح تجربة خاصة به وأيضاً متجر التطبيقات المميز لجوجل كروم.